# Biesboschsluis
De Biesboschsluis is een schutsluis met puntdeuren tussen de Nieuwe Merwede bij kilometerraai 962,3 en het Steurgat. De sluis ligt in de gemeente Altena. De vaarweg is CEMT-klasse I.
De sluis is 61,95 m lang, en de wijdte is 7 m. Er ligt naast de binnendeuren een ophaalbrug. Hoogte in gesloten stand NAP +4,82 m. De minste drempeldiepte is aan beide zijden NAP -3,20 m. Geschut wordt tot 55,4 m lengte, met vergunning tot 60 m.
Gewoonlijk staat het water aan de buitenkant - de kant van de Nieuwe Merwede - hoger dan aan de binnenkant. Het komt toch zo af en toe voor, dat het water aan de binnenkant hoger staat. Normaal gesproken zou er dan niet kunnen worden geschut, omdat de sluis geen dubbele deuren heeft. Maar deze sluis kan dan toch tegen het getij in schutten, mits het verval beperkt blijft tot enkele centimeters. Daarvoor dienen de grendels, waarmee zowel aan de binnenkant als aan de buitenkant de puntdeuren aan elkaar vast kunnen worden gezet en zo het openen van deze deuren door de druk van het water vanaf de hoge kant voorkomen.
De sluis is via de marifoon aan te roepen op VHF-kanaal 18.